# ナインティ・ナイン (トランプゲーム)
ナインティ・ナインは、2～4人用のトランプゲームである。トリックテイキングゲームで、日本で主流のトランプで遊ぶことが可能である。 ナインティ・ナインは、1967年にDavid Parlettによって考案された。なお、氏の目標としては、シンプルなルールでありながら戦略の余地がある、優れた3人用のトリックテイキングゲームを作ることが目標であった。
ナインティ・ナインでは、各プレイヤーが丁度何トリックを獲得できるかを宣言する。ただし、このゲームにおいて宣言は「3枚のカードを手札から伏せて捨て札をする」ことによって行う。この宣言の方法によってボーナスを得ることも可能である。

## ルール

### ディール
各ラウンドの開始時、すべてのカードをシャッフルする。2,3人でのプレーであれば一部のカードのみ(36枚)を使用し、ランクの低い順に6,7,8,9,10,J,Q,K,Aを使用する。つまり、2~5は使用しない。4人でのプレーであれば2,3人プレー時に除外したカードをも含める。このため、52枚すべてを使うことになる。なお、ランクは2が低く、次に3が来て、4,5,6,…と続く。
シャッフルされたカードを各プレイヤーに1枚ずつ、伏せた状態で配る。ただし、2人プレーの場合、3人目の「仮想の」プレイヤーにも配る。この仮想プレイヤーのことを、以降「ダミー」と表記する。
カードをすべて配りきるため、2,3人プレーでは手札が12枚、4人プレーでは13枚となる。なお、手札は並べ替えてもよく、スート(マーク)毎に並べ替え、加えてランクの大小順に並べ替えておくと遊びやすい。

手札を配った後、切り札を決定する。
ゲーム開始直後の1ラウンド目では、切り札無し(ノートランプ/NT)となる。
2ラウンド目以降は、「直前のラウンドで何人予想が的中したかで」切り札が決まる。
0人:ダイヤ
1人:スペード
2人:ハート
3人:クラブ
4人:切り札無し(NT)

### 予想(ビッド)
次に、各プレイヤーはトリック数を予想する。プレイヤーは3枚を手札から選び、それを伏せて予想する。この時伏せた「スート(マーク)の組み合わせにより」トリック数が決まる。
|   | スート   | トリック数 | 覚え方                                      |
| - | -------- | ---------- | ------------------------------------------- |
| ♣ | クラブ   | 3          | 外側に丸く出っ張った部分が「3」つある       |
| ♥ | ハート   | 2          | ハートの上に丸く出っ張った部分が「2」つある |
| ♠ | スペード | 1          | スペードは出っ張りが「1」つしかない         |
| ♦ | ダイヤ   | 0          | 輪郭が「0」に見える                         |

上記の表に従い、例を挙げると、クラブを1枚とダイヤを2枚伏せた場合、3+0+0=3の、3トリックの予想となる。
通常、予想されたカードは伏せられるので、他のプレイヤーが何トリックと予想しているかは分からない。
ただし、「デクレア(declaration)」「リビール(revelation)」と呼ばれる「プレミアムビッド」を行った場合は、予想に使ったカードを表にするため、他人にも筒抜けになる(プレミアムビッドを行うことで点数が急増する)。なお、プレミアムビッドについては以下の通り。
デクレア
予想したカードを表にする。
リビール
予想したカードを表にし、加えて手札もすべて公開する。
プレミアムビッドについては、「各ラウンドに1人だけ」という制限があり、最初にカードをシャッフルした人をディーラーとし、その人から時計回りに1度ずつプレミアムビッドするか聞いていく。デクレア、リビールの宣言をするか聞いていき、誰も宣言しなかった場合は、プレミアムビッドが無いものとしてプレーを続ける。
「リビール」が出た場合、その時点でもはやプレミアムビッドの宣言は終了する。
「デクレア」が出た場合、途中終了はしない。他のプレイヤーがより難しい「リビール」を宣言できる状態となる。もしこの状態で、「リビール」を他のプレイヤーが宣言した場合、「デクレア」宣言をしたプレイヤーは「リビール」を言い返し、プレミアムビッドをする権利を奪っても構わない。
2人プレーでは、両者が「デクレア」を行っても構わないが、「リビール」を行うことができない。加えて、ダミーの手札から、3枚を裏向きの状態で抜き出す。これがダミーの予想となる。

### トリックテイキング
ビッド(予想)が完了したら、トリックテイキングをプレーする。もし、2人プレーの場合、ダミーの手札をすべて表にし、各スート(マーク)ごとに並べて置く。ダミーの予想は表にならない。
ディーラーの左隣からスタートする。プレーは時計回りに行い、2人プレーでは、ディーラーでもダミーでもないプレイヤーがスタートする。
プレイヤーはカードを1枚表にして出す。
次のプレイヤーもカードを同様にして1枚ずつ出すことになるが、「マストフォロー」と呼ばれるルールにより、1番最初に出たカードと同じスートがあればそれを手札から出さねばならない。同じものが無ければ何を出してもよい。
その後、トリックの勝者を決める。トリックの中に切り札がある場合には、その切り札の中で、最もランクが大きいものがトリックの勝者となる。切り札がないときは、最初に出たマークと同じもので最もランクが大きいものが勝者となる。
2人プレーの場合、1番手にダミーでないほうがプレーした後、もう1人のダミーでないほうがプレーする。その後、1番手のプレイヤーはダミーの手札から同じようにマストフォローに従い1枚を選んで出させる。ダミーがトリックを取った場合、直前のトリックでダミーのカードを選んだ人が、リードとして出すカードを選ぶ。その後、「カードを選ばなかった方が」カードを出す。最後に、残ったダミーでないプレイヤーが手札からカードを出す。2人プレーでは、「必ず」ダミーが最初か最後にプレーを行うことになる。

### ラウンドごとの得点計算
全ての手札を使い切った後、得点計算を行う。
トリックからの点数
宣言や他のボーナスに関係なく、勝利した1トリックにつき1点を得る
予想(ビッド)からの点数
予想した数とぴったり同じだけのトリック数を取れたならば(成功)、以下の式に従い点数を得る。
[4-(成功した人数)]x10
つまり、
- 1人成功:30点
- 2人成功:20点
- 3人成功:10点
- 4人成功:0点

となる。
レミアムビッドの点数
「デクレア」について、その宣言をしたプレイヤーがいる場合、そのプレイヤーが成功したかによって点数を得るプレイヤーが変わる。
誰かがデクレアを宣言し、そのプレイヤーが成功していればデクレア宣言のプレイヤーが30点を得る。失敗していれば、「宣言した人以外全員」が30点を得る。
「リビール」も上記のように行うが、30点ではなく、60点になる。
なお、このゲームに「ナインティ・ナイン(99)」と名付けられているのは、3人用ルールでの最高点数が99点であるから。トリック数が9点、予想が1人成功で30点、プレミアムビッドのリビールで60点となり、これらを足すと99点となる。
(トリック数が9であるのは3枚の組み合わせの最大が9であるため)
2人プレーの場合、ビッド用のカードの数字よりも少ないトリック数であれば成功とみなし、丁度であれば「デクレア」の成功とする。どちらでもない(トリック数が予想より多い)場合は失敗とする。なお、ダミーでない両者が「デクレア」を宣言し、失敗した場合、ダミーは60点を得ることになる。

### ゲームとマッチ
事前にある点数(200とか500など)を決めておき、その点数を超えるまでプレーを行うことにし、最も点数を得たプレイヤーが勝利する。2人プレーのとき、ダミーの点数は考慮しない。
なお、Parlettの考案した得点計算少し複雑になっている。
彼の薦めるルールでは、誰かが100点以上を獲得した場合に終了する。
100点以上取ったプレイヤーが、「予想を成功していた時は」追加で100点の「ゲームボーナス」を得る。
ただ、予想に失敗していても他のボーナスを得る権利はある。
その後、新しくゲームを開始する。
1人以上が「ゲームボーナス」を3回獲得したらその時点で終了、点数を合計し、最も点数が高い人の勝利となる。

### バリアントルール

#### クラシック(classic)
Parlettの原本通りのルール(いわゆる「クラシック(classic)」)では、ジョーカーを1枚加えてプレーする。
この場合、最後に1枚が余ることになるが、これを表にして、中央に置いておく。
表になったカードのスート(マーク)が「切り札」となり、加えて、ジョーカーのカードが持つランクとスート(マーク)になる。
ただし、この表になったカードが「9」や「ジョーカー」のときは「切り札無し(NT)」となる。
例えば、中央に「クラブのQ」が出た場合、切り札はクラブになり、ジョーカーはこのラウンド、「クラブのQ」として扱うことになる。もちろん、予想(ビッド)に使うことができるし、トリックテイキングのプレー中もマストフォローに従うべきである。

#### オックスフォード・ホイスト(Oxford Whist)
3人専用。名前の由来はBootleのOxfordRoadで生まれたため。本来のルールとほぼ同じであるが、このバージョンは、次の3つの点で異なる。
- 3枚の予想は常に伏せられる。
- 成功した人数にかかわらず、予想(ビッド)が成功したら10点を得る。
- 残った2~5のカードはシャッフルされ、中央に伏せて置かれる。各ディールの開始時、ここから1枚を表にして切り札を決める。

この切り札の山が切れたラウンドが終了すると、ゲームが終了する。この時点での合計点が高い人の勝利となる。

## 戦略
ナインティ・ナインの特徴として「予想を『捨て札』で行う」ことにある。これをいかに賢明に行えるかがカギとなる。
2,3人プレーを想定し、手札12枚からカードを3枚選ぶ通り数は、220通りになる。プレイヤーは、配られた手札のカードに何が起こるかを見積もる必要があり、どのスートが切り札であり、誰が最初にリードするかなどの、重要な要素を考慮する必要がある。
プレイヤーは「ミドル」カード、つまり中間値となる、勝てそうにも負けそうにもないカードを取り除きたい。
加えて、1種類以上のスートを欠けさせる「ヴォイド(void)」という状態にさせることも提案しておこう。こうすることで、ヴォイドさせたスートが1番目に出た時に、選択肢が大幅に広がることになる。
もし予想に悩むのであれば、ベタに踏むのであれば3トリックの予想をするとよい。次点として0トリックである。なお、大半の予想でも、この3と0はメジャーな予想数であることから、ダイヤとスペードは、他のスート(マーク)よりもビッドカードとして除外される可能性が高くなる。つまり、プレイに使われるダイヤやスペードの数は少なくなり、それに沿って価値が低くなる。(=切り札がある場合に、切り札を切られてしまうと、たとえ最高ランクのAでも前の目が増えるということ)
クラブはほぼ予想に使われないとすると、より大きいランクのクラブが勝者となる可能性が大きい。
手札から予想する際に、例えばこのカードを使いたいがどうしてもトリックテイキングのプレーに使いたい、という状況に陥ることも有り得る。そこで1つの戦略として、あるスートのすべてのランクの高いカードなど、先ほど言ったものと全く違うカード(=意外なカード)を予想に使ったりしてもよい。
多くの場合、プレイヤーは早い段階でリードを取り、勝つかどうかわからないカードを最初にプレイしたいと考える。だが、もしこのカードでトリックに勝った場合、勝つために必要だったカードを「捨てる」ことになる。分からないカードが負けた場合、用意していた強いカードでトリックを取ることができる。